# Miantonomo

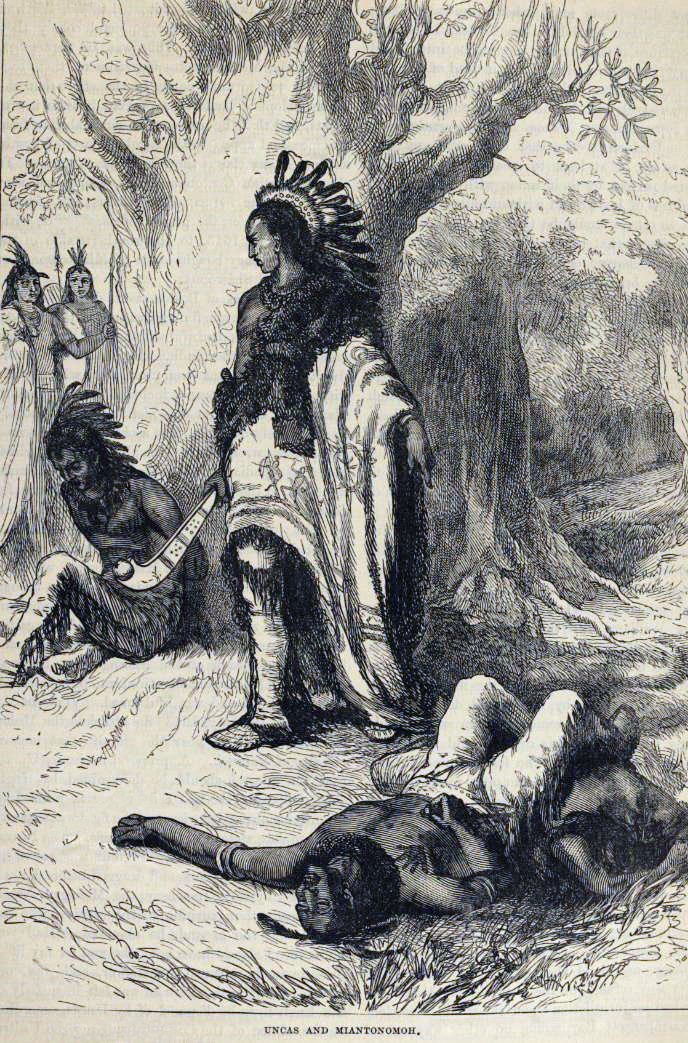
Uncas y Miantonomo.

Miantonomo (¿1565? - 1643) fue un líder amerindio de los Narragansetts, una tribu algonquina. Gobernó junto a su tío Canonicus, a quien sucedió en 1636. En cierta ocasión, debido a que las autoridades coloniales inglesas temían una alianza con el líder Sassacus de los pequot, Miantonomo fue llamado ante el gobernador de Massachusetts donde prestó lealtad. Posteriormente ofreció un pacto para derrotar a los pequot. En 1642 fue llamado nuevamente ante las autoridades debido a rumores de subversión, pero declaró su inocencia. En la audiencia demostró claridad e inteligencia en sus palabras.
Su pueblo tenía rivalidad con los mohegan, liderados por Uncas. En 1643 ambos bandos se enfrentaron en las cercanías de la localidad de Norwich, a pesar de existir un trato desde 1638 de no hacer guerra sin antes acudir a las autoridades coloniales. Uncas retó a Miantonomo a una pelea cara a cara para decidir el conflicto, pero este se negó. En medio de la plática, Uncas hizo la señal convenida a sus tropas —aunque inferiores en número— para el ataque, logrando la victoria. Miantonomo fue llevado ante un tribunal eclesiástico en Boston, que decidió entregarlo a los mohegan para ejecutarlo. Wawequa, hermano de Uncas, fue quien llevó a cabo el ajusticiamiento ensartando un hacha en su cabeza. En la decisión del juzgado pudo haber influido la amistad que Miantonomo tenía con el religioso Roger Williams, que abogaba por el justo trato a los nativos. Todo esto sucedió muy a pesar de que Miantonomo fue aliado de los colonos ingleses en la guerra pequot de 1637. 